# クリップラジオ
クリップラジオ（Clip Radio）は、1988年5月にソニーが発売したラジオ受信機。

## 概要
ステレオイヤホンとボリューム調整などがついた本体（レシーバー）と、各放送局の周波数に対応したアンテナが内蔵されたカード部分で構成されるラジオ。名称は、本体がカードを挟むクリップのような形状になっていたことに由来する。ユーザは自分の聞きたい放送局のカードを購入し、レシーバーでカードを挟んでラジオを聴取し、別の局を聞きたい場合はカード部分を交換する（つまり選局作業が不要）。カードはAM/FM/TV（VHF）/短波放送対応のものが販売され、カードの表面デザインは各局が独自にカスタマイズしていたほか、ソニー側で選んだデザイナーによるものも販売された。
発売当初は「選局不要」という簡便さが受け、発売後2ヶ月で3万台を販売するスマッシュヒット商品となった。また同年のグッドデザイン賞も受賞している。しかしレシーバー部分がボタン電池式（LR44×2）での駆動で、電池の持ちが悪いといった難点もあり、長時間ラジオを聴取するヘビーリスナーには受けが悪かった。またカード部分も原則として関東・関西・東海地区の放送局に対象が限られ、販売エリアも当該放送局のある地区に限定されていた（ラジオたんぱ（現・ラジオNIKKEI）用のみ全国発売された）。周波数がカードによって固定だったため、放送局も基本的に受信対象は本局に限られていた。
カードとレシーバーのセットで最低でも6000円弱と、当時の同社のカード型ラジオと比べても価格競争力に乏しかったことに加え、前述の通り販売エリアも限定されたことから、全国的なヒット商品には至らず、1990年代初頭には販売を終了している。